# Kepoi

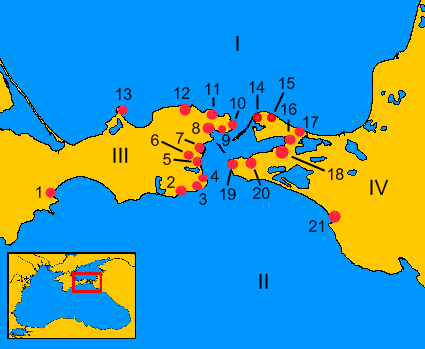
Kepoi (nr 16) oraz inne miasta i osady południowej części Królestwa Bosporańskiego:
I) Jezioro Meockie (Morze Azowskie)
II) Pontus Euxinus (Morze Czarne)
III) Półwysep Kerczeński (Krym)
IV) Półwysep Tamański
1) Teodozja
2) Kimmerikon
3) Kytaja
4) Akra
5) Nimfajon
6) Iluraton
7) Tyritake
8) Pantikapajon
9) Myrmekjon
10) Partenion
11) Portmion
12) Chersonez Zenonowy
13) Heraklion
14) Achilion
15) Kimmeris
16) Kepoi
17) Tyrambe
18) Fanagoria
19) Korkondama
20) Hermonassa
21) Gorgippia

Kepoi, Cepoi (ros. Кепы, trb. Kepy) – starożytne miasto na Półwyspie Tamańskim, założone w I połowie VI wieku p.n.e. przez osadników z Miletu, na obszarze obecnego Kraju Krasnodarskiego w Rosji.

## Nazwa i lokalizacja
Grecka nazwa miasta oznaczała „sady”, co wiąże się z wiodącą dziedziną gospodarki kolonii Kepoi – sadownictwem i rolnictwem. Miasto znajdowało się 3 km na wschód od Fanagorii i usytuowane było na 2 terasach schodzących ku morzu, przy czym duża część miasta została pochłonięta przez wody Morza Azowskiego.

## Historia miasta
W III-IV wieku p.n.e. miasto przeżywało pierwszy okres swojego rozkwitu i odgrywało dużą rolę w politycznym i gospodarczym życiu państwa bosporańskiego. Z tego okresu zachowały się tłocznie wina i piece ceramiczne. Z II wieku p.n.e. pochodzą fragmenty świątyni Afrodyty, typu templum in antis. Z ruin tej budowli, zniszczonej w I wieku p.n.e., pochodzi m.in. marmurowa rzeźba tzw. Afrodyty Tamańskiej. W pierwszych wiekach n.e. dochodzi do ponownego rozkwitu miasta. W tym czasie wzniesiono m.in. termy. Z tego okresu pochodzą też piece i tłocznie wina. W I wieku n.e. wokół miasta usypano wał obronny. Kepoi uległo zniszczeniu podczas najazdu Hunów w IV wieku.

## Ciekawostki historyczne
Ciekawostką jest, że dziadek wybitnego greckiego mówcy Demostenesa, Chilon, otrzymał Kepoi w posiadanie w nagrodę za pomoc w poddaniu niezależnego dotychczas Nimfejonu pod panowanie władców bosporańskich. Podczas wojny domowej między synami archonta Bosporu Perysada I, jeden z nich, Prytan, po nieudanej próbie wywołania powstania w Pantikapajonie przeciwko swemu bratu, uciekł do Kepoi, tu jednak dosięgła go ręka najemnego zabójcy.

## Wykopaliska
Badania archeologiczne prowadzone są od 1957. W latach sześćdziesiątych i siedemdziesiątych na nekropoli Kepoi odsłonięto ponad 400 pochówków, a także pozostałości domów mieszkalnych, tłoczni wina, pieców ceramicznych, term i świątyń.